# Sebevědomí a Mindrák
Sebevědomí a Mindrák (v anglickém originále Confidence and Paranoia) je pátá epizoda první série britského kultovního sci-fi seriálu Červený trpaslík. Poprvé byla odvysílána na kanálu BBC2 14. března 1988.

## Děj epizody
Rimmer není schopen provést dekontaminaci důstojnického klubu podle plánu, který si sám určil. Lister si myslí, že je klub již bezpečný a jde se podívat na osobní disk Kochanské; zjistí, že se jí o něm třikrát zdálo. Zde se nakazí zmutovaným virem, onemocní, má horečku a halucinuje. Jeho halucinace jsou hmotné – v kajutě začnou pršet sledi a na chodbě dojde k samovznícení starosty Varšavy. Poté se zhmotní Listerovo sebevědomí a jeho mindrák. Daveovi je dobře, myslí si, že už je zdravý. Rimmer se jej snaží přesvědčit, že je stále nemocný a Sebevědomí i Mindrák jsou symptomy jeho choroby. Sebevědomí zničí medicomp a zabije Mindráka; přiměje Listera, aby nalezl holografický disk Kochanské. Když jsou na povrchu lodi, snaží se Sebevědomí Davea přesvědčit, že nepotřebuje kyslík, poněvadž ten je "pro břídily". Když si Sebevědomí sundá helmu skafandru, aby to demonstroval, exploduje. Vyléčený Lister i přes Rimmerovo varování vloží disk do projekční jednotky. Místo Kochanské se však objeví druhý Rimmer.